# George Albert Smith (cineasta)
George Albert Smith (4 de janeiro de 1864, Londres - 17 de maio de 1959) foi um ilusionista, psicólogo, professor, astrônomo, inventor e um dos pioneiros do cinema britânico, que é mais conhecido por seu controverso trabalho com Edmund Gurney na Society for Psychical Research, por seus curta-metragens de 1897-1903, que foram pioneiros na edição de filmes e close-ups, e pelo seu desenvolvimento do primeiro processo de coloração de filmes bem-sucedido, o Kinemacolor.

## Biografia
Embora, Smith tenha nascido em Londres, se mudou com sua família para Brighton, onde sua mãe tinha uma pensão na Grand Parade, após a morte de seu pai. Foi em Brighton no início dos anos 1880 que Smith veio pela primeira vez à atenção do público em turnê salões da cidade em desempenho como um hipnotizador de palco. Em 1882 ele se juntou com Douglas Blackburn em um músculo de leitura, em que o cantor de olhos vendados identifica objetos selecionados pelo público e agia em segunda visão. A Sociedade de Pesquisas Psíquicas (SPR) aceita reivindicações de Smith de que o ato era genuíno, apesar de Blackburn depois admitiu que era uma brincadeira, e depois de se tornar um membro da Sociedade, foi nomeado secretário particular do Secretário Honorário Edmund Gurney 1883-1888. Em 1887, Gurney realizou uma série de "experimentos hipnóticos" em Brighton, com Smith como seu "hipnotizador", que no seu dia fez Gurney um número impressionante para o público britânico. Desde então, tem sido fortemente estudada e criticada por Trevor Hall, em seu estudo O Estranho Caso de Edmund Gurney. Hall concluiu que Smith (usando suas habilidades de palco) falsificou os resultados que Gurney confiaram em suas pesquisas, e isso pode ter levado a misteriosa morte de Gurney de uma overdose de entorpecentes, em junho de 1888. Após a morte de Gurney seus sucessores, FWH Myers e F. Podmore, continuaram a empregar Smith como seu secretário particular e ele foi co-autor do papel, tem experiências de transferência de pensamento para a revista da Sociedade no ano seguinte.
Em 1892, depois de deixar a SPR, ele adquiriu o contrato de arrendamento do St. Jardim Bem Anne na propriedade do financista e filantropo Sir Isaac Lyon Goldsmid, que ele cultivava em um belo jardim popular, onde a partir de 1894, começaram a organizar exposições públicas de balão de ar quente, saltos de pára-quedas, uma casa de macaco, uma cartomante, uma vida de eremita em uma caverna e shows de lanterna mágica de uma série de pontos de vista se dissolvendo. Smith também começa a apresentar essas palestras no aquário de Brighton, onde ele tinha apresentado pela primeira vez com Douglas Blackburn em 1882. Hábil manipulação de Smith da lanterna, o corte entre lentes (a partir de um slide para outro) para mostrar as mudanças em perspectiva, hora e local necessário para contar histórias, lhe permitiria desenvolver muitas das habilidades que mais tarde posto em uso como um cineasta pioneiro a desenvolver a gramática de edição de filmes. Smith tinha assistido o programa de Lumière em Leicester Square em março de 1896 e estimulado pelos filmes de Robert Paul, que jogou em Brighton para que na temporada de verão, ele e locais químico James Williamson adquiriu um protótipo de câmeras do cinema do local engenheiro Alfred Querido, que tinha começado a fabricar equipamentos de filme após a realização de reparos para Brighton baseado no pioneiro cinematográfico Esmé Collings. Em 1897, com a assistência técnica de Darling e produtos químicos comprados por Wiliamson, Smith virou a casa de bombas em uma fábrica de filmes para revelação e impressão e desenvolvido em um processador de filme de sucesso comercial, bem como patentear uma câmera e projetor do sistema de sua autoria. Tanto ele quanto seu vizinho Williamson iria se tornar cineastas pioneiros em seu próprio direito de criar inúmeras produções históricas em minutos de duração filmes.
Em 29 de março de 1897, acrescentou Smith fotografias animadas até o fim do seu programa duas vezes por dia de entretenimento projetada no Aquário Brighton como uma saída para sua produção cinematográfica florescente. Muitos dos primeiros filmes de Smith, incluindo The Miller a varrer e O Velho a beber um copo de cerveja (ambos de 1897) foram comédias devido à influência de sua esposa, Laura Bayley, que já havia atuado em pantomima e revista em quadrinhos. No entanto Smith também se correspondia com efeitos especiais do pioneiro Georges Méliès, cuja influência pode ser visto em O Raio-X e O Castelo Assombrado (ambos de 1897) o mais tarde de que, junto com Os Irmãos Corsican, Fotografando um fantasma e, talvez sua obra mais realizada a partir neste momento, Santa Claus (1898), incluem efeitos especiais e criou usando um processo de dupla-exposição patenteada por Smith. Muitos dos filmes de Smith foram adquiridos para distribuição por Charles Urban para o Warwick Trading Company e os dois começaram um relacionamento comercial de longo com um show conjunto de Smith e filmes de Méliès no Teatro Alhambra, Brighton, no final de 1898 e 1899.
Em 1899 Smith, com a ajuda financeira de Urban, construiu um estúdio de cinema de vidro no Jardim Bom St. Ann, inaugurando um período altamente criativo para ele como um cineasta. Naquele ano, ele disparou contra o única cena em O Beijo do Túnel (1899), que foi, então, perfeitamente editado em Cecil Hepworth 's View From um motor dianteiro - Tunnel Train Leaving (1899) para animar o passeio do fantasma e seu genro, e demonstrar as possibilidades de criação de edição. No ano seguinte, ele experimentou com a reversão em The House That Jack Built (1900), o desenvolvido sonho de tempo e o efeito a dissolver em Me Sonho Mais uma vez (1900) e foi pioneiro no uso do close-up com o Vidro de Leitura da Vovó, como visto através um telescópio e Aranhas em uma Teia (todos de 1900). Em 1902, Smith colaborou com velho amigo, Georges Méliès na Filmes Estrela Estúdio em Montreil, Paris, em uma pré-aprovação da Coroação do Rei Eduardo VII e a Rainha Lexandra encomendado por Charles Urbano da Trading Company Warwick apósa  Mutoscope empresa rival e Biograph adquiridos os direitos para filmar o evento real. Em 1903, Charles Urban deixou a Warwick Trading Company para formar a Charles Urban Trading Company, tendo os direitos de filmes de Smith, com ele, o que marcou o fim do seu período mais ativo como um cineasta.
Em 1904, AH Tee assumiu a concessão no jardim, e Smith se mudou para uma nova casa em Southwick, Sussex, apelidado Laboratório Lodge, onde com o financiamento de Charles Urban, ele passou a desenvolver o processo de Lee e Turner, que tinha sido adquirida pela Urban após a morte de Edward Turner em 1903, no processo de filme de sucesso de primeira cor, Kinemacolor. Smith mostrou o novo processo, que substituiu a abordagem de três cores de Edward Turner com favor de um processo de duas cores (vermelho-verde), com filmes como teste inicial Tartans da Scottish Clãs (1906) e Mulher Draped em Lenços Patterned (1908) antes de dar uma demonstração de comércio de Uma visita ao Beira-Mar (1908) em 1 de maio de 1908, seguido de demonstração pública de 1909 no início de lugares tão distantes como Paris e Nova York, para o qual Smith foi premiado com uma Medalha de Prata pela Royal Society de Artes. Em 1910 fundou a Urban Natural Colour Empresa Kinemacolor, que usado com sucesso o processo para produzir mais de 100 funcionalidades curta em seus estúdios em Hove e Nice, até que foi posto para fora do negócio por um terno de patente de 1914 apresentado por William Friese-Greene, que terminou carreira de Smith no cinema.
Em sua vida mais tarde Smith tornou-se membro da Royal Astronomical Society e no final dos anos 1940, foi redescoberto pela comunidade de cinema britânico, que fez um membro da Academia de Cinema Britânico em 1955. Smith morreu em Brighton em 17 de Maio de 1959.

## Filmografia
- O Castelo Assombrado (1897)
- O Miller a Varrer (1897)
- Velho a beber um copo de cerveja (1897)
- O Raio-X (1897)
- Fotografar um Espírito (1898)
- Santa Claus (1898)
- O Beijo no Túnel (1899)
- Como é visto através de um telescópio (1900)
- Vidro de Leitura da avó (1900)
- Vovó a Enfiar a agulha (1900)
- Aranhas em uma Teia (1900)
- Valentine a empregada doméstica Velha (1900)
- A Casa de Jack Built (1900)
- Me Sonho Novamente (1900)
- Inesgotável (1901)
- Percalço Mary Jane (1903)
- Gatinho doente (1903)
- Tartans da Scottish Clãs (1906)
- Mulher Draped em Lenços Patterned (1908)
- Uma visita ao Beira-Mar (1908)